# Aulularia
Aulularia o La comedia de la olla es el título de una comedia del autor latino Plauto. La comedia está ambientada en Atenas, como especifica la anotación en la parte inicial de la obra. Esta connotación, aspecto común de las comedias de Plauto, es garante de un enlace inmediato con el modelo griego.
La fecha de composición se ha estimado entre 197 y 186 a. C. Dieciocho siglos después, Molière se inspiraría en esta obra para el argumento de El avaro.

## Trama
Euclión, un viejo avaro, encuentra una olla llena de dinero y vive con miedo de que se la roben. De hecho, es descubierta y robada por el esclavo de Licónides, un joven enamorado de la hija del viejo; pero la muchacha es prometida a otro viejo: el rico Megadoro, que tiene intención de desposarla, aun sin dote. Cuando el desesperado Euclión ve recuperada su olla, consiente la boda entre el joven y su hija, hecha madre tiempo atrás por el mismo Licónides.

## El prólogo
La comedia comienza con un prólogo en forma de monólogo, ajeno a la comedia, pues el personaje de él no es coherente con los de ella. Esto tiene una triple función que está directamente ligada al cuerpo de la obra; la extensón de esta parte señala su finalidad introductiva.
La trama de la comedia está anunciada en el prólogo, buscando el interés y la curiosidad de los espectadores. Son revelados los núcleos centrales, como los líos amorosos en torno a la muchacha y el interés por la olla con el oro. 
En segundo lugar, esta primera parte sirve para presentar brevemente los personajes principales, de modo que cuando salgan al escenario tendrán una personalidad ya delineada y el público podrá comprender y apreciar mejor todos los efectos que cada diálogo y cada hecho generen en cada circunstancia particular. 
Se resumen en el prólogo algunos hechos que durante lo que se ha conservado de la comedia no se explican o son solo mentados; por ejemplo, solo en el prólogo se habla del encuentro entre los dos jóvenes durante la vigilia en honor de Ceres (Deméter). También la historia de la olla en los años precedentes, por tener una importancia marginal, se revela solamente en este primer monólogo con el fin principal de encuadrar el escenario en el que se desarrollará la comedia.

## Argumento
Euclión es un anciano con una hija casadera, llamada Fedria. La obra comienza con un prólogo, en el que el lar familiar cuenta cómo hizo que Euclión encontrara en su casa una olla enterrada y llena de oro, y cómo se ha obsesionado el viejo con guardar el oro de amenazas (unas, reales; y otras, imaginarias). 
Sin que lo sepa Euclión, Fedria está embarazada de un hombre joven llamado Licónides.
Euclión está empeñado en casar a su hija con su vecino rico, un anciano llamado Megadoro, que resulta ser el tío de Licónides. 
El esclavo de Licónides logra robar la olla. Licónides confiesa a Euclión que es padre del hijo de Fedria.

## Personajes
Véase Personajes comunes de la comedia romana
Véase Personajes típicos de la comedia plautina

### Principales
- El viejo EUCLIÓN (EVCLIO SENEX): personaje que tiene una avaricia que, como sucede a menudo en la comedia, es exagerada para convertirla en cómica, con los trazos de pura y total locura. El celo que tiene por su olla de dinero lo lleva a desconfiar de cualquiera con que se topa o que le habla.

- El viejo MEGADORO (MEGADORVS SENEX): este personaje tiene una edad avanzada, como Euclión, pero cada uno tiene una relación distinta con el dinero. Euclión es pobre y avaro; Megadoro, en cambio, tiene mucho dinero, y no se priva de gastarlo. Esta diferencia es subrayada en diversas situaciones, como ocurre en los preparativos para la boda.

- El joven LICÓNIDES (LYCONIDES ADVLESCENS): tal vez fuera el protagonista, pero, al faltar el final de la obra, no se puede calibrar bien la importancia de este personaje. Licónides disputa con su tío por obtener los favores de la muchacha, pero el parentesco parece no influir en el curso de los acontecimientos. Es evidente la función que tiene Licónides de personaje típico de la comedia plautina: aquel del joven envuelto en una aventura amorosa y en lucha con adversarios típicos, como, en este caso, el viejo avaro. Al final se casa con la hija de Euclión, pues la ha violado y la ha dejado embarazada, y esa es razón por la que el viejo, tío de Licónides, no se puede casar con ella.

- El esclavo ESTRÓBILO[8] (STROBILVS SERVVS): es siervo de Licónides. Sus dotes de astucia y picardía le permiten jugársela a Euclión robándole la olla, para así poder pedir la libertad a su amo. Conseguir este premio por parte del esclavo nos es desconocido en cuanto ninguno de los argumentos señala este aspecto; ha estado simplemente omitido en la síntesis o no prevería la comedia integral ese final.

### Secundarios
- El LAR FAMILIAR[9] del prólogo (LAR FAMILIARIS PROLOGVS): es una figura bastante marginal. Tiene la función de introducir el espectáculo; el discurso del personaje tiene finalidad introductoria en cuanto encuadra el ambiente: el de una familia.

- La vieja ESTÁFILA (STAPHYLA ANVS):[10] es la vieja sierva de Euclión, curiosa, petulante, pero trabajadora y obediente.[11]

- La matrona[12] EUNOMIA[13] (EVNOMIA MATRONA): hermana de Megadoro y madre de Licónides. Aun siendo un personaje bastante marginal, Eunomia es de gran importancia en el desenlace, pues convence a Megadoro de que consiga mujer y renuncie a la muchacha a la que ama Licónides. Primero se muestra como una afectuosa y primorosa hermana; después, se ve que quiere ver a su hijo casado con la muchacha.

### De importancia marginal
- CONGRIÓN y ANTRAX[14] (CONGRIO COCUS y ANTHRAX COCUS): son los dos cocineros encargados de los preparativos para las bodas, y personajes más bien cómicos.

- La muchacha FEDRIA (PHAEDRIA PVELLA).

- Los AULETAS (TIBICINAE)[15] Frigia (Phrugia) y Eleusio (Eleusius): personajes de rol puramente coreográfico.

## En relación con el modelo griego
En esta comedia es contrastable en diversos aspectos el mundo griego desde el cual Plauto toma el modelo. El primer caso de esta contaminatio se encuentra analizando la etimología de los nombres de los personajes: de hecho, cada nombre es de origen griego. Así, por ejemplo, «Euclión» deriva de éu, que significa «bien», y kléio, que significa «oculto», que conviene a la imagen del avaro que esconde su tesoro; naturalmente no tiene etimología griega el Lar, siendo de origen romano. En el texto hay algunos otros términos griegos o derivados del griego, sobre todo términos específicos, cuya comprensión no resultaba difícil para el público romano.
Hay otros dos detalles que revelan el influjo griego. El primero es la fiesta en honor de Ceres, durante la que el joven se aprovecha de la amada; en Roma había fiestas en honor de Ceres, pero participaban solo matronas, y no se alargaban durante la noche. El segundo es el magister curiae nombrado por Euclión: es un título que no existía en los tiempos de Plauto, que tal vez combinó la idea de la institución romana de las curias y la de aquella del magistrado ateniense. En ambos casos se nota que Plauto tiene la necesidad de emplear elementos del modelo griego en cuanto le es difícil encontrar el correspondiente en el mundo romano.

## El modelo
Durante mucho tiempo se creyó que la comedia plautina Aulularia era una adaptación de la de Menandro llamada Dýskolos. Sin embargo, en 1958 fue encontrado un papiro que contenía casi enteramente la obra en cuestión. Estudiándola, se ha llegado a la conclusión de que esta no estaba, al menos directamente, relacionada con el Dýskolos.